# Tricholoma acerbum
Tricholoma acerbum (Bull.) Quél., 1872 è un fungo abbastanza comune, della famiglia Tricholomataceae, rinvenibile in gruppi più o meno numerosi nei boschi di latifoglia.

## Etimologia
Dal latino acerbum, acerbo per il caratteristico sapore.

## Descrizione della specie

### Cappello
Il cappello è emisferico e massiccio, 3–15 cm, carnoso, caratterizzato da pronunciate rugosità perimetrali sul margine a lungo fortemente involuto. Colore variabile nella gamma del biancastro-crema, avorio, paglierino, e a volte sfumato di lievi toni rosati. Facilmente sporcabile al tatto. Cuticola asportabile fino a due terzi del raggio.

### Lamelle
Lamelle fitte anche per la presenza di lamellule, biancastre e segnate di puntinature color ruggine a maturità. Adnate-smarginate, appena decorrenti.

### Gambo
Il gambo è concolore al cappello, ma appena più chiaro.

### Carne
La carne è bianca, soda e compatta su tutto il carpoforo.
- Odore: assente.
- Sapore: allappante come di frutta acerba, da cui il nome.

### Caratteri microscopici
Spore
Bianche in massa, da subglobose a ovali. 4–6 x 3–4 µm.

## Distribuzione e habitat
Gregario sotto fogliame di querce e castagni. È diffuso in Europa e in Nord America.

## Commestibilità
Commestibile: esprime al meglio le sue qualità organolettiche nella conservazione sott'olio.

## Specie simili
Specie di facile riconoscibilità per le caratteristiche macroscopiche ed all'assaggio.

## Sinonimi e binomi obsoleti
- Agaricus acerbus Bull., Herb. Fr. (Paris) 12: tab. 571 (1792)
- Tricholoma acerbum (Bull.) Quél., Mém. Soc. Émul. Montbéliard, Sér. 2 5: 77 (1872) var. acerbum
- Gyrophila acerba (Bull.) Quél., Enchir. fung. (Paris): 11 (1886)
- Gyrophila acerba (Bull.) Quél., Enchir. fung. (Paris): 11 (1886) var. acerba